# Jean Taittinger

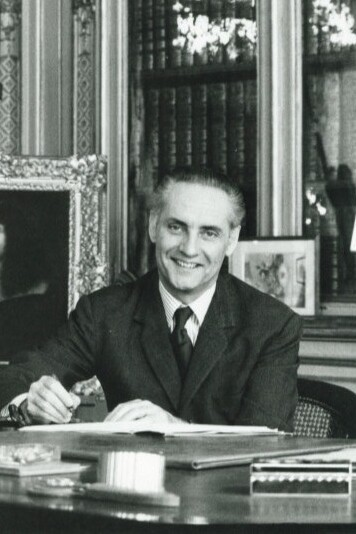
Jean Taittinger (1963)

Jean Marie Pierre Hubert Taittinger (* 25. Januar 1923 in Neuilly-sur-Seine, Département Hauts-de-Seine; † 23. September 2012 in Epalinges, Kanton Waadt, Schweiz) war ein französischer Politiker der Union pour la Nouvelle République (UNR) sowie zuletzt der Union des démocrates pour la République (UDR), der Mitglied der Nationalversammlung, Staatssekretär sowie 1973 bis 1974 Siegelbewahrer und Justizminister war. Darüber hinaus war er zwischen 1958 und 1973 Bürgermeister von Reims.

## Leben

### Familiäre Herkunft, Zweiter Weltkrieg und Manager
Taittinger war das vierte von acht Kindern des Politikers und Unternehmers Pierre Taittinger, der von 1919 bis 1940 ebenfalls Mitglied der Nationalversammlung war und 1931 nach dem Kauf der Kellerei Forest & Fourneaux das in Reims ansässigen Champagnerhaus Taittinger gründete. Sein ältester Bruder Guy Taittinger war Vorstandsvorsitzender der Banque Worms, während sein zweitältester Bruder Michel Taittinger als 20-jähriger Soldat am 15. Juni 1940 bei Saint-Parres-aux-Tertres im Gefecht starb und daraufhin mit dem Orden der Ehrenlegion ausgezeichnet wurde. Sein drittältester Bruder François Taittinger war seit 1945 Geschäftsführender Generaldirektor des Familienunternehmens. Sein jüngerer Bruder Pierre-Christian Taittinger fungierte zwischen 1976 und 1977 als Staatssekretär im Außenministerium und war im Anschluss von 1977 bis 1995 Mitglied des Senats. Weitere jüngere Geschwister waren die Marie-Clotilde Taittinger, Claude Taittinger sowie Colette Taittinger, die Mutter des 2014 bei einem Flugzeugunglück ums Leben gekommenen Vorstandsvorsitzenden von Total S.A. Christophe de Margerie.
Jean Taittinger selbst schloss sich zum Ende des Zweiten Weltkrieges der von General Edgard de Larminat kommandierten Einheit der Freien Französischen Streitkräfte (Forces françaises libres, FFL) an und nahm Mitte April 1945 an den Einsätzen bei Royan und Pointe de Grave teil. Nach Kriegsende trat er in das Familienunternehmen ein, das nunmehr von seinem älteren Bruder François Taittinger geführt wurde.

### Bürgermeister und Abgeordneter
Seine politische Laufbahn begann Taittinger, als er im Mai 1953 Bürgermeister der kleinen Gemeinde Gueux im Umland von Reims wurde, diese Funktion bekleidete er bis März 1959.
Am 30. November 1958 wurde er als Kandidat der gaullistischen Union pour la Nouvelle République (UNR) erstmals zum Mitglied der Nationalversammlung gewählt und vertrat in dieser zunächst bis zum 7. Februar 1971 den 1. Wahlkreis des Département Marne. Zunächst wurde er am 27. Januar 1959 Mitglied des Ausschusses für Finanzen, allgemeine Wirtschaftspolitik und Planung (Commission des finances, de l'économie générale et du Plan) und am 6. April 1967 Vize-Vorsitzender dieses Ausschusses, ehe er zuletzt vom 1. Dezember 1967 bis zum 21. Januar 1971 Vorsitzender des Ausschusses war.
Als Nachfolger von Pierre Schneiter wurde Taittinger außerdem 1959 zum Bürgermeister von Reims gewählt und bekleidete diesen Posten bis zu seiner Ablösung durch Claude Lamblin 1977. Während seiner Amtszeit als Bürgermeister von Reims kam es am 8. Juli 1962 zum Versöhnungstreffen von Charles de Gaulle und Konrad Adenauer und damit zu einem wichtigen Schritt für die deutsch-französische Freundschaft. Im Norden von Reims liegt die Kapelle Notre-Dame de la Paix des japanisch-französischen Künstlers Tsuguharu-Leonard Foujita, die 1966 geweiht wurde. 1971 ist die Universität von Reims und der Region Champagne-Ardenne URCA (Université de Reims Champagne-Ardenne, Abk. URCA) aus mehreren, in den 1960er Jahren gegründeten Hochschuleinrichtungen entstanden. 1972 wurde die 1926 eröffnete, sieben Kilometer westlich gelegene Motorsport-Rennstrecke Circuit de Reims-Gueux, auf der auch Formel-1-Rennen ausgetragen wurden, geschlossen.
Er war des Weiteren von Mai 1967 bis 1968 zusammen mit Robert Poujade, André Fanton, Jean Charbonnel und René Tomasini Mitglied des kollektiven Generalsekretariats der UNR-UDT sowie im Anschluss zwischen 1968 und 1971 Vize-Generalsekretär der Union des Démocrates pour la République (UDR)

### Staatssekretär und Justizminister
Am 7. Januar 1971 übernahm Taittinger sein erstes Regierungsamt und fungierte im Kabinett Chaban-Delmas sowie im ersten Kabinett Messmer bis zum 28. März 1973 als Staatssekretär für den Haushalt im Ministerium für Wirtschaft und Finanzen (Secrétaire d’État auprès du Ministre de l’Economie et des Finances, chargé du Budget).
Taittinger wurde am 11. März 1973 für die UDR im Département Marne wieder zum Mitglied der Nationalversammlung gewählt, legte sein Mandat allerdings am 5. Mai 1973 nieder. Zuvor war er am 5. April 1973 als Siegelbewahrer (Garde des Sceaux) und Justizminister (Ministre de la Justice) in das zweite Kabinett Messmer berufen worden. Die Ämter als Siegelbewahrer und Justizminister bekleidete er zwischen dem 1. März und dem 27. Mai 1974 auch im dritten Kabinett Messmer.
Anschließend zog er sich aus dem politischen Leben zurück und übernahm wiederum Funktionen in verschiedenen Institutionen sowie Wirtschaftsunternehmen wie zum Beispiel in dem der Familie gehörende Hotelkonzern Group du Louvre, zu der Hotels wie Hôtel de Crillon, Hôtel Lutetia, Hôtel du Louvre und Grand Hyatt Cannes Hôtel Martinez gehörten. Ferner war er am Kristallglasunternehmen Baccarat sowie an deren Unternehmen beteiligt.
Aus seiner 1948 geschlossenen Ehe mit Corinne Deville gingen fünf Kinder hervor, darunter Jean-Frantz Taittinger, der zwischen 1993 und 2002 ebenfalls Mitglied der Nationalversammlung sowie 1994 bis 1999 Bürgermeister von Asnières-sur-Seine war, sowie Pierre-Emmanuel Taittinger, der von 2006 bis 2019 Geschäftsführer des Champagnerherstellers Taittinger war.